# Ojców
Ojców est un village de la gmina de Skała du powiat de Cracovie dans la voïvodie de Petite-Pologne.